# Niceforonia araiodactyla
Niceforonia araiodactyla is een kikker uit de familie Strabomantidae en werd voor het eerst wetenschappelijk beschreven door Duellman & Pramuk in 1999. De soort komt voor in het noorden van Cordillera Central Peru op hoogtes van 3370 meter boven het zeeniveau.